# 乌尔里奇·图库尔
乌尔里奇·图库尔（Ulrich Tukur；1957年7月29日—）是一名德国演员、音乐家。他自1983年开始参演电影和舞台剧，曾出演《拉贝日记》等，1989年组建舞团“Ulrich Tukur & the Rhythmus Boys”。